# Evelyn King
Evelyn 'Champagne' King (New York, 1 juli 1960) is een Amerikaanse disco- en r&b-zangeres.

## Carrière

### Succesperiode
King werd geboren in het New Yorkse stadsdeel The Bronx, maar groeide op in Philadelphia. Als tiener werkte ze in de Stigma-studio's van Gamble & Huff als schoonmaakster. Tijdens deze bezigheid zong ze graag en per toeval werd ze ontdekt door de producent Theodore Life van Allmusic. In 1977 tekende ze een langjarig contract bij RCA Records. Als toevoeging aan haar naam koos ze het woord "Champagne", volgens de artieste ter vervanging van haar bijnaam Bubbles. Kings singles Shame en I Don't Know If It's Right waren bij voorbaat superhits in de Amerikaanse pop-, r&b- en discohitlijsten en werden onderscheiden met goud. In het bijzonder Shame vestigde zich als klassieker van het disco-genre. Het vakblad New Musical Express plaatste de song in 1978 op de 11e plaats van de Single van het Jaar. In 2000 werden op de muziekzender VH1 de 100 grootste dance-songs gekozen en Shame kwam op de 19e plaats. Bovendien werd de song in 2004 opgenomen in de Dance Music Hall of Fame.
King nam tot 1985 in totaal acht albums op voor RCA Records en had onder andere met I'm in Love (1981, #1 r&b-hitlijst), Betcha She Don't Love You (1982) en Your Personal Touch (1985) verdere hits. In 1981 en 1982 deed ze tijdelijk afstand van de bijnaam 'Champagne'. Bij het album Face to Face werd de bijnaam weer toegepast. In het kader van de promotie voor dit werk maakte de zangeres bekend, dat Prince haar grootste muzikale invloed was.
De albums Smooth Talk (1977), Music Box (1979) en Get Loose (1982) werden ook onderscheiden met goud. Begin jaren 1990 verminderde het succes van King, maar ze bleef actief als live-artieste.

### Terugkeer in de muziek
Op 14 augustus 2007 verscheen met Open Book haar eerste cd na twaalf jaar. In 2011 bracht King de single Everybody uit, afkomstig van het album Outside the Skyline van deephouseproducer Miguel Migs. Het haalde de twaalfde plaats in de Amerikaanse dancehitlijst.

### First Ladies of Disco
In 2015 vormde King de supergroep First Ladies of Disco met Martha Wash (ex-Weather Girls) en Linda Clifford. In maart van dat jaar verscheen de single Show Some Love. Tijdens de eerste tournee van 2017 was King behalve zangeres ook percussioniste; deze vaardigheden toonde ze onder meer in haar eigen hit Shame en een cover van de latin-discoklassieker Turn the Beat Around. Eind 2017 verliet King de groep; ze werd vervangen door ex-Chic-zangeres Norma Jean Wright.

## Discografie

### Singles
- 1977:	Shame
- 1978:	I Don't Know If It's Right
- 1979:	Music Box
- 1981:	I'm in Love
- 1981: If You Want My Lovin'
- 1982:	Love Come Down
- 1982: Back to Love
- 1983:	Betcha She Don't Love You
- 1983: Get Loose
- 1983: Action
- 1984:	I'm So Romantic
- 1985:	Give Me One Reason
- 1985: Your Personal Touch
- 1986:	High Horse
- 1988:	Hold on to What You've Got
- 1992:	Shame (Remix) (met Altern 8)
- 1997:	One More Time (met. Divas of Color)

### Albums
- 1977:	Smooth Talk
- 1979:	Music Box
- 1980:	Call on Me
- 1981:	I'm in Love
- 1982:	Get Loose
- 1983:	Face to Face
- 1984: So Romantic
- 1985: A Long Time Coming
- 1988:	Flirt
- 1989: The Girl Next Door
- 1990: The Best of
- 1993: Love Come Down: The Very Best of
- 1995: I'll Keep a Light On
- 1997: Let's Get Funky
- 2001: Greatest Hits
- 2003: Platinum & Gold Collection
- 2006: If You Want My Lovin
- 2007: Open Book
- 2014: Action: Anthology 1977-1986
- 2015: The Essential

- Bibliothèque nationale de France: cb13937400j (data)
- Gemeinsame Normdatei: 134426568
- International Standard Name Identifier: 0000 0000 5517 8827
- Library of Congress Control Number: n91119653
- MusicBrainz: f104e236-9655-4022-b794-d1567357e3b0
- Nederlandse Thesaurus van Auteursnamen: 071557059
- Système universitaire de documentation: 083988300
- Virtual International Authority File: 46950307